# Primera División de Chipre 2024-25
La Primera División de Chipre 2024-25 fue la 86.ª edición de la Primera División de Chipre, el máximo evento del fútbol profesional. La temporada comenzó el 23 de agosto de 2024 y terminó el 18 de mayo de 2025.
El APOEL de Nicosia fue el campeón defensor de la competición tras ganar su título 29 la temporada anterior.

## Sistema de competición
Los catorce equipos participantes jugarán entre sí todos contra todos dos veces totalizando 26 partidos cada uno, al término de la fecha 26 los seis primeros clasificados pasarán a integrar el Grupo campeonato, los ocho últimos clasificados integrarán el Grupo descenso.

## Ascensos y descensos
| Pos. | de la Primera División de Chipre 2023-24 |
| ---- | ---------------------------------------- |
| 12.º | Doxa Katokopias                          |
| 13.º | Othellos Athienou                        |
| 14.º | AEZ Zakakiou                             |

| Pos. | de Segunda División de Chipre 2023-24 |
| ---- | ------------------------------------- |
| 1.º  | Omonia Aradippou                      |
| 2.º  | PAC Omonia 29M                        |
| 3.º  | Enosis Neon Paralimni                 |

## Equipos participantes
| Club                   | Ciudad         | Estadio                      | Capacidad |
| ---------------------- | -------------- | ---------------------------- | --------- |
| AEK Larnaca            | Larnaca        | AEK Arena                    | 7.400     |
| AEL Limassol           | Limassol       | Estadio Tsirio               | 13.331    |
| Anorthosis Famagusta   | Larnaca        | Estadio Antonis Papadopoulos | 10.230    |
| APOEL Nicosia          | Nicosia        | Estadio GSP                  | 22.859    |
| Apollon Limassol       | Limassol       | Estadio Tsirio               | 13.331    |
| Aris Limassol          | Limassol       | Estadio Tsirio               | 13.331    |
| Enosis Neon Paralimni  | Paralimni      | Estadio Paralimni            | 5.800     |
| Ethnikos Achnas        | Achna          | Estadio Dasaki               | 7.200     |
| Karmiotissa Polemidion | Pano Polemidia | Estadio Pafiako              | 9.394     |
| Nea Salamina Famagusta | Famagusta      | Estadio Ammochostos          | 5.500     |
| Omonia Aradippou       | Aradippou      | Estadio Antonis Papadopoulos | 10.230    |
| Omonia Nicosia         | Nicosia        | Estadio GSP                  | 22.859    |
| PAC Omonia 29M         | Nicosia        | Estadio Makario              | 16.000    |
| Pafos                  | Pafos          | Estadio Pafiako              | 9.394     |

## Fase regular

### Tabla de posiciones
| Pos. | Equipo                 | Pts. | PJ | G  | E  | P  | GF | GC | Dif. | Clasificación 2024-25 |
| ---- | ---------------------- | ---- | -- | -- | -- | -- | -- | -- | ---- | --------------------- |
| 1    | Pafos                  | 62   | 26 | 20 | 2  | 4  | 50 | 12 | +38  | Grupo Campeonato      |
| 2    | Aris Limassol          | 61   | 26 | 18 | 7  | 1  | 53 | 15 | +38  | Grupo Campeonato      |
| 3    | AEK Larnaca            | 54   | 26 | 16 | 6  | 4  | 45 | 21 | +24  | Grupo Campeonato      |
| 4    | Omonia Nicosia         | 52   | 26 | 16 | 4  | 6  | 52 | 26 | +26  | Grupo Campeonato      |
| 5    | APOEL Nicosia          | 43   | 26 | 12 | 7  | 7  | 52 | 27 | +25  | Grupo Campeonato      |
| 6    | Apollon Limassol       | 40   | 26 | 11 | 7  | 8  | 28 | 23 | +5   | Grupo Campeonato      |
| 7    | Anorthosis Famagusta   | 37   | 26 | 10 | 7  | 9  | 34 | 33 | +1   | Grupo Descenso        |
| 8    | Ethnikos Achnas        | 30   | 26 | 6  | 12 | 8  | 42 | 42 | 0    | Grupo Descenso        |
| 9    | Karmiotissa Polemidion | 27   | 26 | 7  | 6  | 13 | 26 | 51 | −25  | Grupo Descenso        |
| 10   | AEL Limassol           | 24   | 26 | 6  | 6  | 14 | 26 | 46 | −20  | Grupo Descenso        |
| 11   | Omonia Aradippou       | 26   | 26 | 7  | 5  | 14 | 20 | 49 | −29  | Grupo Descenso        |
| 12   | Enosis Neon Paralimni  | 19   | 26 | 5  | 4  | 17 | 18 | 41 | −23  | Grupo Descenso        |
| 13   | Nea Salamina Famagusta | 17   | 26 | 4  | 5  | 17 | 22 | 52 | −30  | Grupo Descenso        |
| 14   | PAC Omonia 29M         | 14   | 26 | 3  | 5  | 18 | 19 | 45 | −26  | Grupo Descenso        |

Actualizado a los partidos jugados el 9 de marzo de 2025.
 Fuente: Soccerway

### Resultados
| Local \ Visitante      | AEK | AEL | ANO | APO | APL | ARI | ENO | ETH | KAR | NEA | OAR | OMO | PAC | PAF |
| ---------------------- | --- | --- | --- | --- | --- | --- | --- | --- | --- | --- | --- | --- | --- | --- |
| AEK Larnaca            | —   | 2–0 | 1–0 | 2–1 | 4–0 | 2–0 | 4–1 | 2–2 | 2–0 | 2–0 | 1–0 | 0–3 | 2–0 | 0–2 |
| AEL Limassol           | 1–1 | —   | 0–1 | 1–2 | 0–1 | 0–3 | 1–0 | 5–2 | 4–0 | 0–0 | 1–0 | 0–4 | 1–1 | 1–3 |
| Anorthosis Famagusta   | 2–2 | 1–0 | —   | 2–2 | 1–2 | 0–3 | 3–2 | 2–1 | 1–2 | 3–1 | 3–0 | 1–0 | 2–0 | 0–2 |
| APOEL Nicosia          | 0–1 | 4–0 | 2–0 | —   | 0–0 | 1–2 | 2–0 | 1–3 | 3–0 | 3–1 | 7–0 | 2–1 | 0–0 | 0–2 |
| Apollon Limassol       | 1–2 | 3–0 | 2–0 | 0–0 | —   | 1–1 | 3–1 | 2–2 | 3–0 | 1–1 | 1–0 | 1–1 | 2–0 | 0–1 |
| Aris Limassol          | 1–1 | 4–0 | 3–0 | 3–0 | 0–0 | —   | 2–1 | 6–1 | 1–1 | 2–1 | 2–0 | 2–0 | 1–0 | 1–0 |
| Enosis Neon Paralimni  | 0–0 | 0–0 | 2–2 | 0–4 | 0–1 |     | —   | 1–1 | 0–1 | 2–0 | 0–2 | 0–2 | 2–1 | 1–2 |
| Ethnikos Achnas        | 2–2 | 0–0 | 2–2 | 2–2 | 0–1 | 1–2 | 0–1 | —   | 3–2 | 2–3 | 0–0 | 1–0 | 1–0 | 0–2 |
| Karmiotissa Polemidion | 0–3 | 2–1 | 1–1 | 0–3 | 2–0 | 1–3 | 2–0 | 0–0 | —   | 2–2 | 3–1 | 2–6 | 1–1 | 0–2 |
| Nea Salamina Famagusta | 1–3 | 0–2 | 0–4 | 1–1 | 1–0 | 2–2 | 1–0 | 0–3 | 2–1 | —   | 2–3 | 2–3 | 0–1 | 0–2 |
| Omonia Aradippou       |     | 2–2 | 0–0 | 0–5 | 0–1 | 0–3 | 2–0 | 2–2 | 1–1 | 1–0 | —   | 3–5 | 1–0 | 0–2 |
| Omonia Nicosia         | 1–0 | 3–1 | 0–2 | 2–2 | 3–1 | 0–0 | 0–1 | 3–0 | 3–0 | 3–0 | 3–1 | —   | 1–1 | 2–1 |
| PAC Omonia 29M         | 1–5 | 2–4 | 0–0 | 0–0 | 2–1 | 0–3 | 0–1 | 1–2 | 1–2 | 2–1 | 1–2 | 2–3 | —   | 1–2 |
| Pafos                  | 0–1 | 4–0 | 3–1 | 2–0 |     | 1–1 | 2–0 | 1–0 | 4–0 | 4–0 | 4–0 | 0–1 | 2–1 | —   |

## Grupo Campeonato
| Pos. | Equipo           | Pts. | PJ | G  | E  | P  | GF | GC | Dif. | Clasificación 2025-26                                   |
| ---- | ---------------- | ---- | -- | -- | -- | -- | -- | -- | ---- | ------------------------------------------------------- |
| 1    | Pafos (C)        | 82   | 36 | 26 | 4  | 6  | 67 | 20 | +47  | Segunda ronda clasificatoria de Liga de Campeones       |
| 2    | Aris Limassol    | 75   | 36 | 22 | 9  | 5  | 66 | 30 | +36  | Segunda ronda clasificatoria de Liga Europa Conferencia |
| 3    | Omonia Nicosia   | 68   | 36 | 20 | 8  | 8  | 69 | 40 | +29  | Segunda ronda clasificatoria de Liga Europa Conferencia |
| 4    | AEK Larnaca      | 68   | 36 | 19 | 11 | 6  | 58 | 30 | +28  | Primera ronda de la Liga Europa                         |
| 5    | APOEL Nicosia    | 53   | 36 | 14 | 11 | 11 | 59 | 38 | +21  |                                                         |
| 6    | Apollon Limassol | 46   | 36 | 12 | 10 | 14 | 37 | 39 | −2   |                                                         |

Actualizado a los partidos jugados el 18 de mayo de 2025.
 Fuente: Soccerway

## Grupo Descenso
| Pos. | Equipo                     | Pts. | PJ | G  | E  | P  | GF | GC | Dif. | Clasificación 2025-26                 |
| ---- | -------------------------- | ---- | -- | -- | -- | -- | -- | -- | ---- | ------------------------------------- |
| 1    | Anorthosis Famagusta       | 52   | 33 | 15 | 7  | 11 | 50 | 42 | +8   |                                       |
| 2    | Ethnikos Achnas            | 39   | 33 | 9  | 12 | 12 | 44 | 53 | −9   |                                       |
| 3    | AEL Limassol               | 39   | 33 | 11 | 6  | 16 | 38 | 53 | −15  |                                       |
| 4    | Enosis Neon Paralimni      | 35   | 33 | 10 | 5  | 18 | 31 | 48 | −17  |                                       |
| 5    | Omonia Aradippou           | 35   | 33 | 10 | 5  | 18 | 32 | 58 | −26  |                                       |
| 6    | Karmiotissa Polemidion (D) | 34   | 33 | 9  | 7  | 17 | 30 | 57 | −27  | Descenso a Segunda División de Chipre |
| 7    | Nea Salamina Famagusta (D) | 26   | 33 | 6  | 8  | 19 | 31 | 62 | −31  | Descenso a Segunda División de Chipre |
| 8    | PAC Omonia 29M (D)         | 14   | 33 | 3  | 5  | 25 | 23 | 65 | −42  | Descenso a Segunda División de Chipre |

Actualizado a los partidos jugados el 11 de mayo de 2025.
 Fuente: Soccerway

## Goleadores
- Actualizado al 18 de mayo de 2025[3]

| Pos. | Goleador                 | Equipo               | Goles |
| ---- | ------------------------ | -------------------- | ----- |
| 1    | Youssef El-Arabi         | APOEL Nicosia        | 13    |
| 2    | Enzo Cabrera             | AEK Larnaca          | 12    |
| 2    | Jairo de Macedo da Silva | Pafos                | 12    |
| 2    | Mariusz Stępiński        | Omonia Nicosia       | 12    |
| 2    | Rafael Lopes             | Anorthosis Famagusta | 12    |